# Andreas Nilsson (fotbollsspelare)
Gustaf Andreas Nilsson, född 26 januari 1910 i Malmö, död 1 oktober 2011, var en före detta fotbollsspelare, ledare och styrelsemedlem i Malmö FF. Han var vid sin död klubbens äldsta medlem.
Nilsson, som föddes samma år som Malmö FF bildades, började spela i klubben 1929. Han var med när klubben tog sig till Allsvenskan för första gången 1931. Andreas Nilsson spelade i klubben under tolv säsonger och under 371 matcher gjorde han 168 mål. På den tiden var de allsvenska spelarna inte proffs och Nilsson arbetade i en delikatessaffär under 23 år.
Nilsson spelade en A-landskamp och två B-landskamper för Sverige.